# فرودگاه پورتو امبوام
فرودگاه پورتو امبوام (به انگلیسی: Porto Amboim Airport) یک فرودگاه همگانی با کد یاتا PBN است که یک باند فرود آسفالت دارد و طول باند آن ۱۰۳۰ متر است. این فرودگاه در کشور آنگولا قرار دارد و در ارتفاع ۵ متری از سطح دریا واقع شده است.